# 팰리스 오브 더 팬스
팰리스 오브 더 팬스(Palace of the Fans)는 미국 오하이오주 신시내티에 위치한 야구장이다. 과거 MLB 신시내티 레즈의 홈구장으로 사용했다.